# Bodo jezici
Bodo jezici, podskupina bodo-garo jezika, šira skupina konyak-bodo-garo, koji se govore u Indiji i Bangladešu. 
Obuhvaća 9 jezika, to su bodo [brx] (1.543.300); deori [der] (26;900; 2000); dimasa [dis] (106.000; 1997); kachari [xac] (59.000; 1997); kok borok [trp] (696.000); riang [ria] (5,900; etničkih: 144.000); tiwa [lax] (23.000, 1997; etničkih: 170.622) u Indiji: i tippera [tpe] (85,000); i usoi [usi] u Bangladešu (22.400).

## Vanjske poveznice
- Ethnologue (14th)
- Ethnologue (15th)